# Bunchosia macilenta
Bunchosia macilenta là một loài thực vật có hoa trong họ Malpighiaceae. Loài này được Dobson mô tả khoa học đầu tiên năm 1983.